# مدغشقر (فلم)
مدغشقر (بالإنجليزية: Madagascar) هو فيلم متحرك حاسوبياً أنتجته دريم ووركس أنيمايشن. صدر الفيلم في 27 مايو، 2005، أما إصدار دي في دي فتم نشره في 15 نوفمبر، 2005. أبطال الفيلم هم أربعة حيوانات: الأسد أليكس (بين ستيلير)، الحمار الوحشي مارتي (كريس روك)، الزرافة ميلمين (ديفيد شويمير)، وفرس النهر غلوريا (جادا بينكيت سميث).

## القصة
تدور قصة الفيلم حول الأصدقاء الأربعة الذين يعيشون حياة مترفة سهلة في حديقة الحيوان إلى أن يفكر (مارتي) في تجربة الحياة في البرية ويحاول الهرب ثم يتم شحنهم بالخطأ وتفلت الصناديق التي تحملهم في البحر ويستقرون على جزيرة مدغشقر، حيث مملكة قرود ال ليمور التي تعيش في تهديد مستمر من حيوانات الفوسا التي تقتل منهم أعداداً كبيرة.
وهناك يكتjشف الأسد (أليكس) طبيعته المفترسة على خلاف أصدقائه الأخرى ن ويصدم لذلك، إلا أنه يستطيع أن يتغلب على طبيعته المفترسة وينقذ أصدقائه الثلاثة وبقية مملكة قرود الليمور من الحيوانات المفترسة التي تهددهم.
في نفس الوقت تستطيع البطاريق الاستيلاء على الباخرة التي أقلتهم جميعا ويأتون أيضاَ إلى جزيرة مدغشقر بعد أن وجدوا أن القطب الجنوبي من الصعب العيش فيه بالنسبة لهم، فيأتون إلى هذه الجزيرة الدافئة المشمسة. وهنا تأتي النجدة للأصدقاء الأربعة فيقررون العودة إلى نيويورك مرة أخرى، إلا أنه تحدث مفاجأة في نهاية الفيلم، حين يصعدون على متن السفينة فيجدونها بدون وقود !

## نجاح الفيلم جماهيرياً
بعد أن عرض الفيلم أصبح أحد أهم الأفلام وأكثرها نجاحاً في أوائل صيف 2005. وقد حقق الفيلم حوالي 293.6 مليون دولار أمريكي عند عرضه في صالات العرض. إلا أن ذلك قد تحقق فقط لأن الناس يرونه كفيلم للعائلة كلها وليس للأطفال فقط، ذلك أن الفيلم يروق أكثر للكبار منهم للصغار.

## الجزء الثاني
عرض عام 2008 على صالات السينما الجزء الثاني لمدغشقر بعنوان مدغشقر:الهروب إلى أفريقيا وحقق الفيلم إيرادات عالية في شباك التذاكر عالميا ومحلياً.و لم يحز على أي جائزة إلا أنه جمع مبلغ 1500دولار منذ بدء عرضه في السينما

## الجزء الثالث
عرض في 08 يونيو 2012 بعنوان «مدغشقر: مطلوبون في أوروبا» بخاصية شكل ثلاثي الأبعاد، تتحدث القصّة عن خوف الأسد ألكس من إمضاء باقي حياته في أفريقيا فيحاول هو وأصدقائه أن يعثروا على البطاريق ليساعدوهم على العودة إلى نيويورك، فيذهبون للبحث عنهم في أوروبا، ولكنّهم يصادفون الجنرالالة «دوبوا» رئيسة قسم ضبط الحيوانات والتي تحاول صيد الأسد، فانضموا لسيرك متوجه نحو أمريكا، واحتلّ هذا الفيلم المركز الأوّل من حيث الإيرادات في الولايات المتحدّة الأمريكية في أسبوعه الأوّل حيث بلغت 60.3 مليون دولار أمريكي.

## وصلات خارجية
- مقالات تستعمل روابط فنية بلا صلة مع ويكي بيانات
- (بالإنجليزية) الموقع الرسمي للفيلم